# Christian Cove
Der Christian Cove ist eine Bucht an der Südküste der Karibikinsel Antigua.

## Lage und Landschaft
Der Christian Cove (englisch cove, ‚kleine Bucht‘) ist eine innere Nebenbucht der Willoughby Bay, einer der großen Buchten der Insel. Sie liegt nahe Bethesda und Christian Hill.
Das etwa 700 Meter weite und 500 Meter ins Land tiefende, bis etwa 5 Meter (3 Faden) tiefe lagunenartige Meeresgebiet ist von Feuchtgebieten umgeben.

## Natur und Naturschutz
Die Mangrovensümpfe des Christian Cove gehören zu den größten verbliebenen Beständen der Insel.
Im Feuchtgebiet findet sich auch ein natürlicher Süßwasserteich, der aus dem heutigen Überlauf des Bethesda Dam gespeist wird.
Hier sind eine Population der Kubapfeifgans (West Indian Whistling-duck, Dendrocygna arborea), eine bedrohte Vogelart, und ein größerer Bestand der Aztekenmöwe (Laughing Gulls Larus atricilla) heimisch. Daher wurde 2007 von BirdLife International ein Important Bird Area (AG011) mit 95 ha beschrieben, nach den Kriterien A1 (bedrohte Tierart) und A4i (mindestens 1 % der Gesamtpopulation).
Eine nationale Unterschutzstellung steht aus, das Biotop gilt als hochgradig bedroht, da immer wieder touristische Erschliessungsprojekte in Diskussion sind.